# Can Siurans (Bigues)
Can Siurans és una masia de l'antic veïnat de Mont-ras, a Bigues, en el terme municipal de Bigues i Riells, a la comarca catalana del Vallès Oriental.
Està situada a l'antic veïnat de Mont-ras, a prop i al nord de l'església de Sant Bartomeu de Mont-ras. Forma d'aquest veïnat, a més de modernes vil·les de nova construcció, amb Can Bernat, Can Bonfadrí, Can Cauma i Can Xesc.